# Hill (Nuevo Hampshire)
Hill es un pueblo ubicado en el condado de Merrimack en el estado estadounidense de Nuevo Hampshire. En el Censo de 2010 tenía una población de 1.089 habitantes y una densidad poblacional de 15,61 personas por km².

## Geografía
Hill se encuentra ubicado en las coordenadas 43°31′43″N 71°46′7″O / 43.52861, -71.76861. Según la Oficina del Censo de los Estados Unidos, Hill tiene una superficie total de 69.77 km², de la cual 69.07 km² corresponden a tierra firme y (1%) 0.7 km² es agua.

## Demografía
Según el censo de 2010, había 1.089 personas residiendo en Hill. La densidad de población era de 15,61 hab./km². De los 1.089 habitantes, Hill estaba compuesto por el 97.61% blancos, el 0.37% eran afroamericanos, el 0.09% eran amerindios, el 0.09% eran asiáticos, el 0% eran isleños del Pacífico, el 0.09% eran de otras razas y el 1.74% pertenecían a dos o más razas. Del total de la población el 0.73% eran hispanos o latinos de cualquier raza.